# الحجافر (كعيدنة)

تعديل مصدري - تعديل

الحجافر هي إحدى قرى عزلة الغربي بمديرية كعيدنة التابعة لمحافظة حجة، بلغ تعداد سكانها 80 نسمة حسب تعداد اليمن لعام 2004.